# گیاه‌پارچ شبه‌کرم
گیاه‌پارچ شبه‌کرم (نام علمی: Nepenthes erucoides)، یک گونه از سرده گیاه‌پارچ‌ها است.